# Tianyuan-Höhle
Die Tianyuan-Höhle (chinesisch 田园洞, Pinyin Tiányuán Dòng, englisch Tianyuan Cave) ist eine paläoanthropologische und archäologische Fundstätte in Zhoukoudian, einem Stadtunterbezirk von Peking, Volksrepublik China. Sie liegt auf 175 Metern Höhe über dem Meeresspiegel und befindet sich im Dorf Huangshandian auf dem Gelände der Tianyuan Tree Farm, ungefähr sechs Kilometer südwestlich der bekannten mittelpleistozänen Fossilienlagerstätten, aus denen die Überreste der Peking-Menschen geborgen wurden. Sie wird auch als Zhoukoudian Locality 27 (Zhoukoudian-Fundstelle Nr. 27) bezeichnet.
Die Tianyuan-Höhle wurde im Juni 2001 von Arbeitern der Tianyuan Tree Farm entdeckt, die auch zahlreiche Säugetier-Fossilien in ihr fanden. Die relativ kleine Höhle hat einen nach Nordwesten gerichteten Eingang und wurde erstmals in den Jahren 2003 und 2004 von Forschern des Instituts für Wirbeltierpaläontologie und Paläoanthropologie der Chinesischen Akademie der Wissenschaften erforscht. Die Höhle bildete sich in präkambrischem Kalkstein und weist vier deutlich voneinander unterscheidbare Fundhorizonte auf, deren ertragreichste ins Jungpleistozän datiert wurden.
Die Fossilienfundstätte wurde in Fachkreisen international bekannt, nachdem es gelungen war, die Hauptkomponenten der Nahrung des in der Höhle entdeckten, rund 40.000 Jahre alten Fossils eines Homo sapiens, genannt Tianyuan 1, zu identifizieren: Süßwasserfisch. Von diesem Fossil war zuvor bereits ein Unterkiefer-Fragment wissenschaftlich beschrieben worden.

## Belege
1. ↑   Haowen Tong et al.: A preliminary report on the newly found Tianyuan Cave, a Late Pleistocene human fossil site near Zhoukoudian. In: Chinese Science Bulletin. Band 49, Nr. 8, 2004, S. 853–857, doi:10.1007/BF02889760.
2. ↑   Hong Shang et al.: An early modern human from Tianyuan Cave, Zhoukoudian, China. In: PNAS. Band 104, Nr. 16, 2007, S. 6573–6578, doi:10.1073/pnas.0702169104.

Koordinaten: 39° 39′ 28″ N, 115° 52′ 17″ O